# Halodiplosis densipila
Halodiplosis densipila är en tvåvingeart som först beskrevs av Marikovskij 1957.  Halodiplosis densipila ingår i släktet Halodiplosis och familjen gallmyggor.
Artens utbredningsområde är Turkmenistan. Inga underarter finns listade i Catalogue of Life.